# Justus Dahinden
Justus Dahinden (ur. 18 maja 1925 w Zurychu, zm. 11 kwietnia 2020 tamże) – szwajcarski architekt, urbanista, emerytowany profesor Uniwersytetu Technicznego w Wiedniu (TU Wien).
Justus Dahinden, syn szwajcarskiego pioniera narciarstwa, pisarza i filmowca Josefa Dahindena, studiował architekturę w Szwajcarskim Federalnym Instytucie Technologii w Zurychu w latach 1945–1949, podobnie jak wówczas Max Frisch, Alberto Camenzind i Hans Hofmann. W latach 1949–1952 był asystentem na krześle Williama Dunkela, gdzie po ukończeniu studiów znalazł zatrudnienie. Od 1955 roku Dahinden miał własne studio w Zurychu. W 1956 r. uzyskał doktorat na stanowisko w sprawie współczesnej architektury na ETH. W 1974 r. został mianowany profesorem architektury wnętrz i projektowania na Politechnice Wiedeńskiej. Został również członkiem zarządu Institute for Interior Design and Design na Politechnice Wiedeńskiej.
W 1985 roku został profesorem honoris causa Wydziału Architektury i Rozwoju Miast na Uniwersytecie w Buenos Aires, FAU - Facultad de Arquitectura y Urbanismo, Universidad de Buenos Aires. W 1989 roku został profesorem honoris causa w „Scuola de Altos Estudios del CAYC”, Centro de Arte y Comunicación (CAYC) w Buenos Aires. Był doktorem honoris causa Gruzińskiego Uniwersytetu Technicznego w Tbilisi (1995) i doktoratem honorowym Słowackiego Uniwersytetu Technicznego w Bratysławie (1996).

## Ważniejsze publikacje

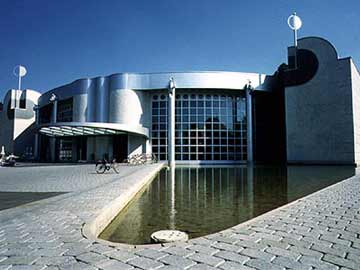
Justus Dahinden: Migros OM Supermarkt, Bern-Ostermundigen (1987)

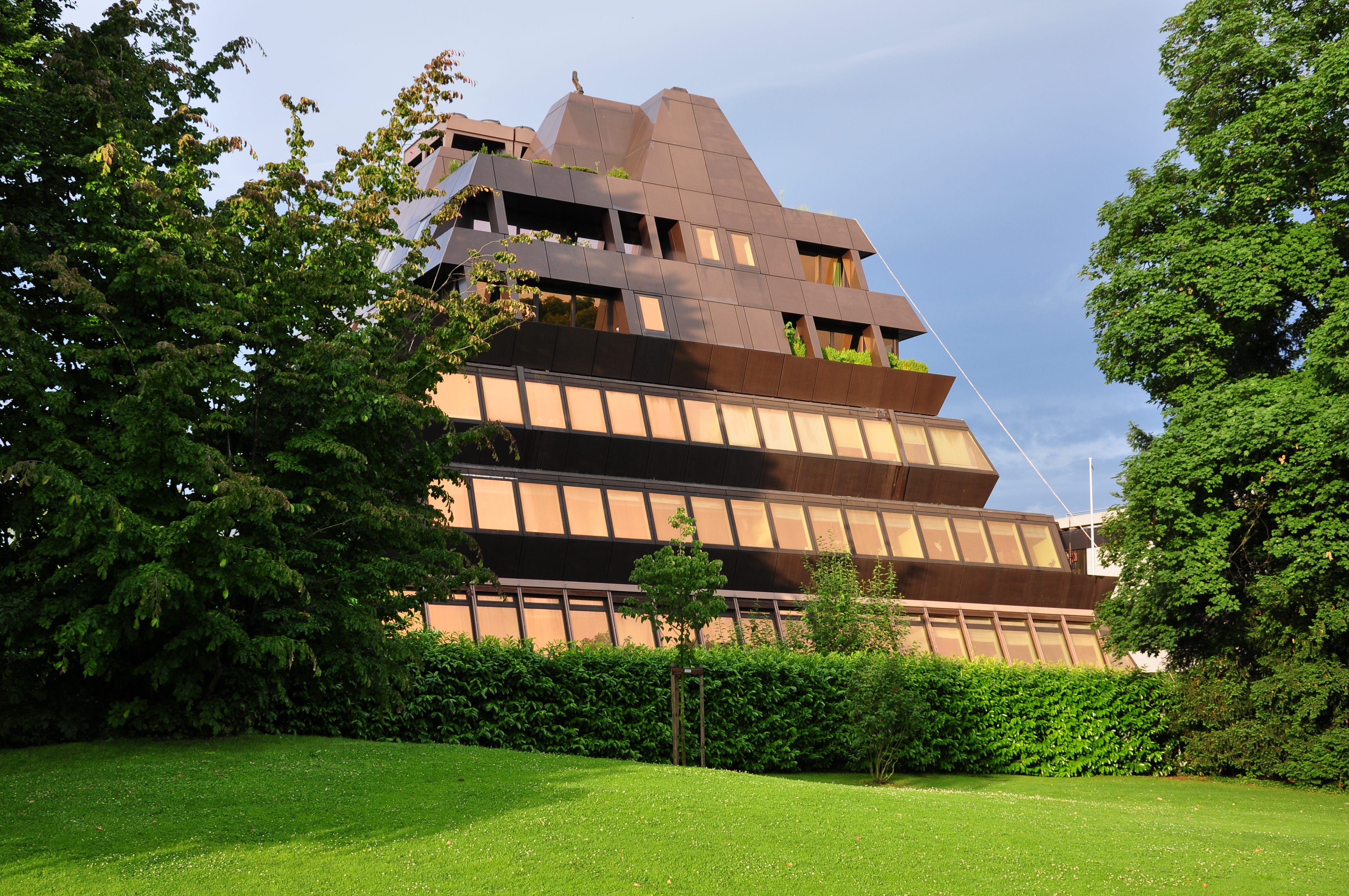
Justus Dahinden: Ferrohaus, Zurych (1970). Budynek wpisano do rejestru zabytków w 2021.

- 1956 "Standortbestimmung der Gegenwartsarchitektur" Verlag Girsberger Zürich
- 1966 "Bauen für die Kirche in der Welt", Echter-Verlag Zürich
- 1971 "Stadtstrukturen für morgen" Verlag Gerd Hatje Stuttgart, ISBN 3-7757-0011-0
- 1971 "Construire pour l’Eglise dans le monde" Verlag St. Paul Fribourg,
- 1972 "Urban Structures for the Future" Pall Mall Press, New York
- 1973 "Denken-Fühlen-Handeln" Monographie, Verlag Karl Krämer, Stuttgart und A. Kraft, Lausanne, ISBN 3-7828-1423-1
- 1973 "Neue Restaurants" mit Günther Kühne, Verlag Callwey, München, ISBN 3-7667-0292-0
- 1974 "Akro-Polis . Frei-Zeit-Stadt / Leisure City" Verlag Karl Krämer, Bern und Stuttgart, ISBN 3-7828-1018-X
- 1974 "Kunst und Kirche" Kunstverlag Linz
- 1987 "Architektur in Deutschland '87/ Deutscher Architekturpreis 1987" mit Christian Norberg-Schulz und Jürgen Joedicke, Verlag Karl Krämer, Stuttgart, ISBN 3-7828-1496-7
- 1988 "Justus Dahinden - Architektur - Architecture" Monographie, Verlag Karl Krämer, Stuttgart, ISBN 3-7828-1601-3
- 1991 "M... anders /autrement /different. Migros-Zentrum Ostermundigen" Verlag Karl Krämer, Stuttgart, ISBN 3-7828-1608-0
- 2005 "Mensch und Raum", ETH-Bibliothek Zürich (Hrsg.), Verlag Karl Krämer Stuttgart, ISBN 3-7828-1614-5